# 2172 Plavsk
2172 Plavsk è un asteroide della fascia principale. Scoperto nel 1973, presenta un'orbita caratterizzata da un semiasse maggiore pari a 2,8971357 UA e da un'eccentricità di 0,1378786, inclinata di 3,32763° rispetto all'eclittica.